# Jean-François Pelet
Pour les articles homonymes, voir Pelet.
Jean-François Pelet, né le 29 août 1913 Génolhac dans le Gard, et mort le 22 octobre 1944 à Moyenmoutier dans les Vosges, est un membre éminent de la résistance vosgienne durant la Seconde Guerre mondiale.

## Biographie

### Carrière
Diplômé de l'Institut national agronomique de Paris (l'Agro) promotion 1932, comme son père Henri (promotion 1900) et son frère André (promotion 1929),  Jean-François Pelet opte pour une carrière aux Eaux et Forêts, comme son père qui fut conservateur des Eaux et Forêts dans le Gard. Il est nommé en décembre 1941 inspecteur adjoint des Eaux et Forêts à Saint-Dié. Il sera nommé inspecteur à titre posthume.

### 1940
Jean-François Pelet est mobilisé dans l'infanterie en 1939. En mai 1940, il est aspirant au 3e bataillon de chasseurs pyrénéens. Il participe à de nombreux combats dans de multiples patrouilles et est grièvement blessé.
Citation à l'ordre de la division :
«Chef de section courageux, a fait preuve d'une belle conscience professionnelle. Au cours d'une reconnaissance périlleuse effectuée dans la région de Vétrigne, le 18 juin 1940, a été grièvement blessé de plusieurs balles ennemies. Malgré sa perte de sang est rentré au fort à la tête de ses hommes.»
Fait prisonnier, il est envoyé en captivité en Allemagne, d'où il est libéré en octobre 1941. Il regagne alors son poste à Saint-Dié. 

### Résistance
Dès 1941, Louis François, son supérieur hiérarchique, inspecteur principal des Eaux et Forêts à Saint-Dié, et Jean-François Pelet parviennent à créer une organisation de résistance composée exclusivement de préposés forestiers, bien sélectionnés, recrutés dans la Conservation des Vosges. Cette cellule se distingue par la qualité de son personnel et l'abondance de l’armement camouflé. En juillet 1943, l’organisation forestière se met en relation avec les chefs régionaux de la Résistance et notamment avec le Pasteur Rubens Valet qui sera fusillé par la suite. Elle entre alors dans le cadre général de la Résistance vosgienne.
Il y effectue de nombreuses missions et liaisons. Il organise notamment, en compagnie de son chef et de Jean Boutin, des chantiers forestiers afin de soustraire un certain nombre de jeunes au service du travail obligatoire en Allemagne. Ces mêmes jeunes rejoindront bien souvent la Résistance. Parmi ces chantiers figure la route forestière qui porte aujourd'hui son nom et qui relie le col de Mandray au col du Bonhomme par la ligne des crêtes. 
Le 2 septembre 1944, il reçoit le commandement d'un groupe de combattants des Forces françaises de l'intérieur. Le 17 octobre 1944, la Gestapo arrête son chef Louis François, un garde général et un brigadier. Jean-François Pelet est arrêté à son tour le 18 octobre 1944. Il est détenu et torturé par la Gestapo, les SS et la milice à l'école du Vivier à Étival.
Le 22 octobre 1944, il est exécuté avec douze autres patriotes français et un parachutiste anglais dans la vallée de Ravines, proche de Saint-Prayel, écart au nord de Moyenmoutier.
Ces douze patriotes et le parachutiste anglais sont :
- Louis François, conservateur des Eaux et Forêts à Saint-Dié
- Paul Caël, exploitant forestier à Saint-Remy
- Paul Duprey, adjudant-chef à La Salle
- René Folcher, garde forestier à La Bourgonce
- Alfred Gaxotte, instituteur à La Bourgonce
- Paul Gérard, brigadier des Eaux et Forêts à Saint-Benoît-la-Chipotte
- Silly Grenwley, lieutenant parachutiste anglais
- Georges Hanus, garagiste à Étival
- Louis Kopf, chef de district à Saint-Benoît-la-Chipotte
- Jean Marcelli, garde forestier à Saint-Benoît-la-Chipotte
- Camille Marotel, garde forestier à Saint-Benoît-la-Chipotte
- Maurice Millotte, brigadier des Eaux et Forêts à La Salle
- Hugues Perrin, ingénieur ECP à Nancy.

Les deux premiers suppliciés sont retrouvés enterrés près de la scierie de commune proche du ruisseau des Devis. Les autres ont été massacrés dans la scierie de Barodet qui est incendiée après les faits. Leurs restes mélangés sont inhumés au cimetière de Moyenmoutier. Un monument inauguré en ces lieux le 27 octobre 1946 perpétue le souvenir de ces victimes.